# 成风
成风（？—前623年），风姓，鲁庄公的妾夫人，鲁僖公的母亲。
成风听说了季友出生时的卜辞，就与他结交，把儿子公子申嘱托给他。鲁闵公二年（前660年），季友立公子申为国君，即鲁僖公。任国、宿国、须句国、颛臾国，都姓风，主管太皞和济水神的祭祀，服从中原各国。鲁僖公二十一年（前639年），邾国人灭亡须句，因为须句是成风的娘家，须句国君逃亡到鲁国。成风对僖公说：“尊崇明祀，保护弱小，这是周的礼仪；蛮夷扰乱中原，这是周的祸患。若封了须句国的爵位，这是尊崇太皞、济水神，修明祭祀，缓解祸患。”鲁文公四年（前623年）冬十有一月壬寅，成风薨逝。鲁文公五年（前622年）三月辛亥，鲁国葬小君成风。鲁文公九年（前618年）冬，秦国人向死去的鲁僖公和成风赠送衣衾，是合于礼的。诸侯之间互相吊丧贺喜，虽不及时，若符合礼仪，《春秋经》就加以记载，表示不忘过去的友好。